# Si no te hubiera conocido
"Si no te hubiera conocido" é uma canção da cantora norte-americana Christina Aguilera, gravada para seu álbum em espanhol Mi Reflejo.Conta com a participação do cantor porto-riquenho Luis Fonsi. Foi escrita e produzida por Rudy Pérez. A faixa recebeu análises favoráveis por parte dos profissionais, sendo que alguns elogiaram a voz de Aguilera e a participação de Fonsi. Embora não tenha entrado para a Billboard Hot 100, ela obteve um desempenho moderado nas paradas latino-americanas, e ocupou a 36.ª posição na parada Latin Songs e em 22.ª na Latin Pop Songs.

## Antecedentes e composição
"Si No Te Hubiera Conocido" é uma canção de pop latino com duração de quatro minutos e cinquenta segundos (4:50). Ela é uma das seis canções originais de Aguilera para seu álbum espanhol Mi Reflejo.

## Recepção pela crítica
Richard Torrez do diário Newsday elogiou a canção dizendo que, seu alcance vocal e emocional são significativos em termos de entrega, e explicou dizendo "Aguilera consegue captar perfeitamente todos os elementos na sua voz, Contigo En La Distancia e Si No Te Hubiera Conocido resumem o que estou dizendo".

## Desempenho nas tabelas musicais

### Posições
| Tabela musical (2001)                        | Melhor posição |
| -------------------------------------------- | -------------- |
| Estados Unidos (Billboard Hot Latin Songs)   | 36             |
| Estados Unidos (Billboard Latin Pop Airplay) | 22             |